# Hôtel Royal Christiania
 (février 2020).
L'hôtel Royal Christiania, anciennement l'hôtel Viking est un hôtel situé à Oslo en Norvège. L'hôtel est financé et construit par la municipalité d'Oslo pour accueillir les Jeux olympiques d'hiver de 1952. Au moment de son ouverture officielle, le 10 décembre 1951, il est le plus grand hôtel de la Scandinavie. Le premier invité était J. K. Christensen Haugesund. C'est dans cet hôtel que Arne Treholt et Gennady Titov ont été observés en train de dîner ensemble le 24 février 1972. Aujourd'hui, l'hôtel a 451 chambres (508 selon une autre source qui déclare que l'hôtel est le second plus grand de Norvège) et il appartient à la chaîne d'hôtels Clarion.
Un plan d'agrandissement de l'hôtel (+350 chambres) est annoncé en 2009.